# Mišo Krstičević
Mišo Krstičević (ur. 19 lutego 1958 w Metkoviciu) – chorwacki piłkarz występujący na pozycji obrońcy. Reprezentant Jugosławii. Trener piłkarski.

## Kariera klubowa
Krstičević jako junior grał w zespołach Jadran Ploče oraz NK Neretva Metković. W 1978 roku został graczem Hajduka Split. W sezonie 1978/1979 wywalczył z nim mistrzostwo Jugosławii, a w sezonach 1980/1981 oraz 1982/1983 wicemistrzostwo Jugosławii. W 1983 roku odszedł do HNK Rijeka, jednak w trakcie sezonu 1983/1984 przeniósł się do Veležu Mostar. Tam występował do sezonu 1985/1986.
Pod koniec 1985 roku Krstičević przeszedł do niemieckiego drugoligowca, Rot-Weiß Oberhausen. W 2. Bundeslidze zadebiutował 4 grudnia 1985 w zremisowanym 1:1 meczu z MSV Duisburg. 7 grudnia 1985 w zremisowanym 1:1 pojedynku z Viktorią Aschaffenburg zdobył pierwszą bramkę w 2. Bundeslidze. Graczem Oberhausen był do końca sezonu 1986/1987. Potem zakończył karierę.

## Kariera reprezentacyjna
W reprezentacji Jugosławii Krstičević zadebiutował 1 kwietnia 1979 w wygranym 3:0 meczu eliminacji Mistrzostw Europy 1980 z Cyprem. 30 marca 1980 w wygranym 2:0 pojedynku Pucharu Bałkanów z Rumunią strzelił swojego jedynego gola w kadrze. W tym samym roku został powołany do reprezentacji na Letnie Igrzyska Olimpijskie, zakończone przez Jugosławię na 4. miejscu. W latach 1979–1980 w drużynie narodowej rozegrał 7 spotkań.